# Епинген
Епинген (њем. Eppingen) град је у њемачкој савезној држави Баден-Виртемберг. Једно је од 46 општинских средишта округа Хајлброн. Према процјени из 2010. у граду је живјело 21.480 становника. Посједује регионалну шифру (AGS) 8125026.

## Географски и демографски подаци
Епинген се налази у савезној држави Баден-Виртемберг у округу Хајлброн. Град се налази на надморској висини од 199 метара. Површина општине износи 88,6 km². У самом граду је, према процјени из 2010. године, живјело 21.480 становника. Просјечна густина становништва износи 242 становника/km².

## Међународна сарадња
| Мјесто | Држава               | Врста сарадње | Од    |
| ------ | -------------------- | ------------- | ----- |
| Епинг  | Уједињено Краљевство | партнерство   | 1979. |
|        | Француска            | партнерство   | 1966. |
| Сигет  | Мађарска             | партнерство   | 1992. |
| Извор  |                      |               |       |